# Антидиуретичен хормон
Антидиуретичният хормон (АДХ) или вазопресин е хормон, срещащ се при повечето бозайници. Секретира се от неврохипофизата. Функциите му в организма са основно две – първата му функция е антидиуреза – задържане на вода в организма чрез стимулация на процесите на обратно всмукване в бъбречните каналчета. Втората основна функция на АДХ е на вазоконстриктор (стеснява кръвоносните съдове). При изпиването на големи количества алкохол неговата секреция се потиска и предизвиква обезводняване на организма. При по-малко количество от този хормон в човешкото тяло се появява болестта беззахарен диабет. Диабетът е свързан с честото уриниране, а е беззахарен, защото някои доста отдадени на професията си лекари практически са стигнали до извода, че урината на болния е безвкусна (без сладък вкус), за разлика от захарния диабет, при която тя е сладка. При безвкусния диабет е характерно, че болният изпитва мъчителна, неутолима жажда и изпива огромни количества вода. Съответно и количеството отделена урина е голямо до 20 – 30 литра на ден, но тя съдържа нисък процент урея и други токсични вещества.
Вазопресин се синтезира, складира, транспортира и отдава в кръвта от хипоталамо-неврохипофизния апарат. Синтезът се осъществява от невросекреторни клетки, чиито клетъчни тела лежат в две нервни ядра на хипоталамуса – nucleus supraopticus и nucleus paraventricularis. Функционално изследване на неврохипофизата е необходимо, за да се оцени наличие на патологично изменена функция на задната хипофиза, от която да следват нарушения в синтезата на вазопресин или окситоцин. При повишаване на плазмения осмолалитет се стимулират осморецепторите на хипоталамуса и се освобождава вазопресин.